# Toby Regbo
Toby Regbo est un acteur et musicien britannique né le 18 octobre 1991 à Londres. 
Il est principalement connu pour avoir incarné le roi François II de France dans la série de The CW, Reign.

## Biographie
Toby Regbo est né dans l'ouest de Londres, en Angleterre. Il vit actuellement dans le nord de Londres. Il a des origines norvégiennes par son père. Son grand-père maternel était italien et sa grand-mère maternelle était une ballerine australienne. Il a trois frères dont un jeune frère prénommé Louis. 
Son nom de famille est à l'origine Hansen, un nom norvégien. Celui-ci ayant été considéré par sa famille comme trop populaire dans la société norvégienne, il fut changé en Regbo par l'un de ses ancêtres. Toby partagerait un lien de parenté avec chacune des personnes portant le nom de Regbo.

## Carrière
Toby se passionne pour le théâtre et la comédie dès son plus jeune âge.
Diplômé de la Latymer Upper School à Londres, Toby Regbo excelle sur les planches depuis l'enfance. Plus tard, son intérêt pour le théâtre l'incite à suivre des cours à la Young Blood Theatre Company.
En 2006, il fait ses premiers pas à l'écran dans le téléfilm Sharpe's Challenge, avec Sean Bean à l'affiche. Séduit par l'univers de la télévision, il ne tarde pas à réapparaître dans la fiction britannique M.I. High dans l'épisode 6 de la saison 1. Le temps d'un épisode, il incarne un jeune espion.
Plus tard, en 2010, Toby Regbo est à l'affiche du film Mr Nobody, aux côtés de Jared Leto et Diane Kruger. La même année, il est au casting du film de guerre Glorious 39 dans lequel il donne notamment la réplique à Eddie Redmayne ou encore à Juno Temple, une de ses futures partenaires de Reign avec laquelle il a déjà tourné dans Mr Nobody.
En 2011, le comédien joue le rôle d'Albus Dumbledore jeune dans Harry Potter et les Reliques de la Mort partie 1. La même année, on le retrouve aux côtés d'Anne Hathaway dans le film dramatique Un Jour. Ces deux prestations remarquées par l'univers cinématographique lui offrent le rôle principal dans Someday This Pain Will Be Useful to You, film dans lequel il interprète un homosexuel vulnérable vivant à New York. 
En 2012, il décroche le rôle de Jim Hawkins dans le téléfilm britannique Treasure Island (L'île au trésor) librement inspiré de l'œuvre éponyme de Robert Louis Stevenson. Il est également l’un des protagonistes du film Uwantmetokillhim?, un thriller angoissant au sujet de deux garçons manipulés via internet. Il joue également un petit rôle dans la mini-série britannique en 3 parties The Town.
L'année 2013 marque un tournant important dans sa carrière, puisque la chaîne américaine The CW lui offre un rôle dans sa toute nouvelle série, Reign qui connaîtra un large succès auprès des téléspectateurs. Il joue le rôle de François II, dauphin puis roi de France, pendant presque 3 ans.
En 2017, on le retrouve à l'affiche de la saison 2 de The Last Kingdom, série à l'initiative de la BBC, dans lequel il campe le rôle d'Æthelred de Mercie dans l'Angleterre de la fin du IXe siècle.
En 2018, il apparaît rapidement dans Les Animaux fantastiques : Les Crimes de Grindelwald où il reprend les traits du jeune Albus Dumbledore.
En 2022, il tient le rôle de Jack Blackfriars dans la série A Discovery of Witches.

## Vie privée
Les tabloïds lui ont prêté une relation avec Adelaide Kane, sa partenaire dans Reign, cependant aucune déclaration n'a jamais été formulée dans ce sens par les deux acteurs. Il est peu probable que cette relation ait traversé le petit écran, chacun des deux partis ayant déclaré au cours d'une interview qu'ils se sentaient « comme frère et sœur », Adelaide Kane allant jusqu'à dire en riant que « jamais rien ne se passerait entre eux » et Toby de rétorquer : « Oh ! ne dis pas ça ».
En 2016 il a commencé à sortir avec Kate Heath une boulangère londonienne. Leur relation a duré quelques années.
Toby est devenu depuis quelques années végétalien. Très concerné par l'environnement, il effectue de 2015 à 2017, plusieurs missions avec l'organisme Earthship, notamment à Brighton en Angleterre et en Dordogne, en France. Cet organisme vise à construire des logements à moindre coût, indépendants des énergies fossiles, autosuffisants en termes d'eau, d'électricité, de régulation thermique, voire de nourriture, et se basant sur la récupération et le recyclage de matériaux.

## Filmographie

### Cinéma
- 2009 : Mr Nobody de Jaco Van Dormael : Nemo à l'âge de 15 ans
- 2009 : 1939 de Stephen Poliakoff : Michael
- 2010 : Harry Potter et les Reliques de la Mort de David Yates : Albus Dumbledore jeune
- 2011 : Un jour de Lone Scherfig : Samuel Cope
- 2012 : Someday This Pain Will Be Useful to You  de Roberto Faenza : James Sveck
- 2012 : You Want Me to Kill Him ? d'Andrew Douglas : John Sheila Hafsadi
- 2018 : Les Animaux fantastiques : Les Crimes de Grindelwald de David Yates : Albus Dumbledore jeune[1],[2]

### Télévision
- 2006 : The Sharpe's Challenge : Ensign
- 2007: M.I. High (1 épisode) : Chad Turner
- 2012 : L'Île au trésor (Treasure Island) : Jim Hawkins
- 2012 : The Town (saison 1) : Harry
- 2013-2017 : Reign : François II de France
- 2017-2020 : The Last Kingdom : Æthelred
- 2019 : Les Médicis, Maître de Florence : Tommaso Peruzzi
- 2022 : A Discovery of Witches : Jack Blackfriars (saison 3)
- 2025 : Outrageous : Tom Mitford